# 南北戦争のネーミング
南北戦争のネーミング（なんぼくせんそうのネーミング、英: Naming the American Civil War）では、南北戦争とその軍隊、戦闘の様々な呼称を概説する。南北戦争には関わった人々の集団や地域の歴史的、政治的および文化的感受性を反映して様々な呼び方が生まれ使われてきた。

## 戦争全体のネーミング
下記の名前が紛争そのものを表現するために昔から使われ、現在も使われている。その使用頻度順で列挙する。上位2つは永続的なものであり、残りはやや孤立したものである。

### 永続的な名称

#### 内戦 (Civil War)
アメリカ合衆国内では内戦 (Civil War)がこの紛争に対する最もよく使われる言葉である。20世紀初期以降のアメリカ合衆国内で参考文献、学会の雑誌、辞書、辞典、 歴史書およびマスメディアの圧倒的多数で使われてきた。アメリカ合衆国議会によって戦場跡の保存を信託された政府組織であるアメリカ合衆国国立公園局がこの名前を使っている。また最も古い名称でもある。ジェファーソン・デイヴィス、ロバート・E・リー、ユリシーズ・グラント、ウィリアム・シャーマン、P・G・T・ボーリガード、ネイサン・ベッドフォード・フォレストおよびジュダ・ベンジャミンのような著名人の著作では戦前および戦中にこのことば内戦を使用した。エイブラハム・リンカーンは多くの機会でこの言葉を使った。
アメリカ合衆国以外の英語圏の歴史家はこの紛争に言及するときは大抵アメリカ内戦(American Civil War)、あるいは使用頻度は低いが合衆国内戦(U.S. Civil War)としている。これら変化形はこの戦争が他の歴史上の出来事（例えばイングランド内戦(English Civil War、1642年–1651年）やスペイン内戦(Spanish Civil War、1936年-1939年）と混同する可能性があるときにアメリカ合衆国国内でも使われることがある。

#### 州間の戦争 (War Between the States)
州間の戦争(War Between the States)という言葉は戦中には滅多に使われなかったが、戦後の南部で使われるようになった。
- 1862年、アメリカ合衆国最高裁判所は「合衆国といわゆる連合国との間の現在の内戦」、あるいは「北部州と南部州の間で現在進行中のような内戦」という表現を使った[6]。
- アメリカ連合国政府は「内戦」という言葉を避け、公式文書では「アメリカ連合国とアメリカ合衆国との間の戦争」と記した[6]。戦争中に「州間の戦争」と呼んだ幾つかの文献が存在する[7]。
- ヨーロッパの外交官は「内戦」という言葉をさけるために類似した形態を生んだ。ヴィクトリア女王のイギリス中立宣言では「アメリカ合衆国政府と、自らをアメリカ連合国と称する特定州（複数）の間の敵対関係」と言及した[6]。
- 戦後、元連合国の役人や古参兵（ジョセフ・ジョンストン、ラファエル・セムズおよび特にアレクサンダー・スティーヴンズ）の回想録は通常、「州間の戦争」を使った。1898年、南軍古参兵の会が公式にこの名称を採用した。
- 20世紀初期、南軍娘達の連合会は、メディアや公立学校で「州間の戦争」を使うよう運動した。
- 南軍娘達の連合会は1913年からアメリカ合衆国議会にこの言葉を採用するよう働きかけたが成功しなかった。議会はこの戦争に公式名称を当てたことは一度も無い。
- 「州間の戦争」という名称はアーリントン国立墓地の海兵隊戦争記念碑に刻まれている。この名称は第20代アメリカ海兵隊総司令官レミュエル・C・シェパード・ジュニアが個人的に命じたものである。
- フランクリン・ルーズベルトはこの内戦を「州間の4年戦争」と呼んだ。ルーズベルトの見解では、これは「我が国の統一をかつて脅かした」唯一の危機だった。この文脈は「1941年1月6日の年頭教書」の冒頭部で使われた[8]。
- 「州間の戦争」という表現は時として連邦裁判所や州裁判所の文献に現れる[9]。
- 「内戦」という名称と「州間の戦争」という名称は幾つかの公式文書で組み合わせて使われてきた。例えば、1960年代に戦争から100周年を祝うとき、ジョージア州は「州間の戦争を記念するジョージア内戦100周年委員会」を創設した。
- 1994年、アメリカ合衆国郵便公社は「内戦／州間の戦争」と題した記念切手のシリーズを発行した。

### その他歴史ある名称

#### 反逆の戦争 (War of the Rebellion)
戦中と終戦直後、アメリカ合衆国当局と北軍寄りの記者はしばしば南軍のことを「反逆者」(Rebels)、戦争自体を「大反逆」(the Great Rebellion)と呼んだ。北部州の初期歴史家は通常、この内戦を「大反逆」あるいは「反逆の戦争」と呼んでいる。戦争記念碑の多くもこの体である。
アメリカ合衆国の公式戦争記録ではこの戦争を「反逆の戦争」としており、内戦研究に興味有る者達にとって主要な歴史文書出典となっている。これはアメリカ合衆国陸軍省が編集出版した70巻本であり、表題は「反逆の戦争：ユニオン（北軍）とコンフェデレート（南軍）の公式記録集成、アメリカ合衆国出版局、1880年-1901年」となっている。現代の歴史家達はこの集成を「公式記録」と呼ぶのが通常である。

#### 南部独立のための戦争 (War for Southern Independence)
南部独立のための戦争 (War for Southern Independence)は多くの南部人がこの戦争を呼ぶときの名称である。戦中に連合国側でよく使われたが、南部が独立に失敗した直後から使われなくなった。この言葉は20世紀遅くなって再浮上した。南部人にとってこの言葉は「アメリカ独立戦争」という言葉に匹敵するものである。敵対関係初期に出版された人気のある詩に『サウスカロライナ』があった。そのプロローグではこの戦争を「独立のための第三次戦争」と呼んでいる（米英戦争を第二次とした）。「茶は船上から投げ捨てられた。1860年の革命が始まった」--1860年11月8日、チャールストン・マーキュリー（選挙後の影響に関して）

#### 第二次アメリカ革命 (Second American Revolution)
1920年代、歴史家チャールズ・ベアードが、北部勝利の完璧さを強調するために第二次アメリカ革命 (Second American Revolution) という言葉を使った。この言葉は現在でも南軍古参兵の息子達組織で使われており、逆に南部側に傾倒することを示す意図がある。作家ウォード・ムーアはそのもう一つの歴史小説『Bring the Jubilee』でこの言葉を使った。

#### 北部侵略の戦争 (War of Northern Aggression)
北部侵略の戦争(War of Northern Aggression)あるいはヤンキー侵略の戦争(War of Yankee Aggression)は、北部が南部に対して戦争に積極的だったことを暗示する名前である。この言葉は現在でも主に、南部の失われた大義を信奉し、北部が不当にかつ不法に南部を侵略したと主張する南部人によって使われている。

#### その他の名前
この戦争を表現する言葉で特に現代では使用頻度の少ないものとして次のようなものがある。
南部で：バージニア防衛戦争、リンカーン氏の戦争および脱退の戦争（脱退の戦争はスペイン語、フランス語、イタリア語、ドイツ語、ポーランド語およびポルトガル語では普通に使われている）
北部で：謀反の戦争、奴隷所有者戦争、大反乱、合衆国を救う戦争
著作家達は、奴隷制度廃止のための戦争、南部反発の戦争、南部独立阻止のための戦争、第二次アメリカ革命および第二次独立戦争のような言葉を発明したが、実際に印刷されることは少ない。
終戦直後、次の様な表現が南部で普通に使われた。：戦争、先の不快および失われた大義

## 両軍のネーミング
- 北軍はユニオン(the Union)、連邦軍(Federals)、北部(the North)、国民軍(the National Army)、古軍(The Old Army)、ヤンクス(Yanks)、ヤンキーズ(Yankees)、あるいは軽蔑的にブルーベリーズ(Blue Bellies)と呼ばれた。
- 南軍は通常コンフェデラシー(the Confederacy)、南部(the South)、脱退派(Secesses)、灰色(Grays、制服の色)、反逆者(Rebels)、その短縮形(Rebs)、あるいはディキシー(Dixie)と呼ばれた。
- 南部のために戦った兵士はジョニー・レブズ(Johnny Rebs)と呼ばれ、北軍の兵士はビリー・ヤンクス(Billy Yanks)とも呼ばれた。

## 戦闘と軍隊のネーミング
| 南北戦争の戦闘の名前         | 南北戦争の戦闘の名前 | 南北戦争の戦闘の名前     |
| 日付                         | 南部の名前           | 北部の名前               |
| ---------------------------- | -------------------- | ------------------------ |
| 1861年7月21日                | 第一次マナサス       | 第一次ブルラン           |
| 1861年8月10日                | オークヒルズ         | ウィルソンズ・クリーク   |
| 1861年10月21日               | リーズバーグ         | ボールズブラフ           |
| 1862年1月19日                | ミル・スプリングス   | ローガン交差点           |
| 1862年3月7日-8日             | エルクホーン酒場     | ピーリッジ               |
| 1862年4月6日-7日             | シャイロー           | ピッツバーグランディング |
| 1862年3月31日-6月1日         | セブンパインズ       | フェアオークス           |
| 1862年6月27日                | ゲインズミル         | チカホミニー川           |
| 1862年8月29日-30日           | 第二次マナサス       | 第二次ブルラン           |
| 1862年9月1日                 | オックスヒル         | シャンティリー           |
| 1862年9月14日                | ブーンズバラ         | サウス山                 |
| 1862年9月17日                | シャープスバーグ     | アンティータム           |
| 1862年10月8日                | ペリービル           | チャップリンヒルズ       |
| 1862年12月31日- 1863年1月2日 | マーフリーズバラ     | ストーンズリバー         |
| 1864年4月8日                 | マンスフィールド     | サビーン交差点           |
| 1864年9月19日                | ウィンチェスター     | オペクォン               |

南北戦争の戦闘の幾つかで両軍の間にネーミングの違いがある。北軍はしばしば戦場やその近くにある著名な水系に因んで名前を付けた。南軍は大半が一番近い町の名前を使った。このために、多くの戦闘には広く使われる2つの名前がある。しかし、この違いの全てが土地と水系に基づくとは限らない。南北戦争の戦闘の現在資料は多くが北軍が付けた名前を使っている。しかし、幾つかの戦闘では南軍の名前が標準になっている。国立公園局は時として南部にある戦場公園に南部の名前を使っており、マナサスやシャイローがその例である。複数の名前を持つ戦闘の例を表に示す。
歴史家シェルビー・フットは、北部人の大半が都会人であり、水系を注目に値すると見なす、南部人の大半は田舎の者であり、町に注目すると説明している。
南北両軍も戦場を連想させるやり方でネーミングされていた。北軍はしばしば大河に因んで名付けられた（ポトマック（川）軍、テネシー（川）軍、ミシシッピ（川）軍、川の名前には通常定冠詞"the"が付けられる）。南軍は州や地理的地域に因んで名付けられた（北バージニア軍、テネシー軍、ミシシッピ軍、州名には定冠詞が付かない）。
軍より小さい部隊は多くの場合様々に名付けられた。軍団は通常略さないで書かれた（第1軍団、First Army Corps あるいは単純に First Corps）が、戦後の慣用的な書き方で北軍の軍団はローマ数字（Ⅰ、Ⅱ、Ⅲ、...）で表された。特に南軍の場合、軍団は指揮官の名前で呼ばれる方が多かった（ハーディ軍団、ポーク軍団、など）。
北軍の旅団は序数を当てられた（第1、第2、...）が、南軍の旅団はしばしば指揮を執る将軍名が当てられた（フッド旅団、ゴードン旅団、...）。南軍の旅団の場合、指揮官が一時的に他の者になっても当初の指揮官名で呼ばれ続けた。例えばゲティスバーグの戦いで、ホーク旅団はアイザック・アブリーが指揮し、ニコル旅団はジェシー・ウィリアムズが指揮した。両軍とも渾名は通常にあり、鉄の旅団やストーンウォール（石壁）旅団などがあった。
北軍の砲兵大隊は通常数字で呼ばれた。南軍の大隊はそれが徴兵された町や郡の名前を付けられた（フラバナ砲兵隊）。また単純に指揮官の名前で呼ばれることもあった（ムーディ大隊、パーカー大隊、など）。

## 他の言語
| 各言語における南北戦争  | 各言語における南北戦争                                                      | 各言語における南北戦争 |
| 言語                    | 呼称                                                                        |                        |
| ----------------------- | --------------------------------------------------------------------------- | ---------------------- |
| アラビア語              | الحرب الأهلية الأمريكية al-Ḥarb al-'Ahlīyah al-Amrīkīyah 意味: アメリカ内戦 |                        |
| バスク語                | Ameriketako Estatu Batuetako Gerra Zibilan                                  |                        |
| カタルニャ語            | Guerra civil dels Estats Units Guerra civil americana Guerra de Secessió    |                        |
| 中国語                  | 簡体字: 南北战争 繁体字: 南北戰爭 ピン音: Nán Běi Zhànzhēng                 |                        |
| チェコ語                | Americká občanská válka                                                     |                        |
| デンマーク語            | amerikanske borgerkrig                                                      |                        |
| オランダ語              | Amerikaanse Burgeroorlog                                                    |                        |
| エスペラント            | Usona Enlanda Milito                                                        |                        |
| エストニア語            | Ameerika Ühendriikide kodusõda setsessioonisõda                             |                        |
| ペルシア［ファルシ］語  | جنگ داخلی امریکا                                                            |                        |
| フィンランド語          | Yhdysvaltain sisällissota                                                   |                        |
| フランス語              | Guerre de Sécession                                                         |                        |
| ゲール語/アイルランド語 | Cogadh Cathara Ameireaganach                                                |                        |
| ガリシア語              | Guerra Civil Americana Guerra de Secesión                                   |                        |
| ドイツ語                | Sezessionskrieg Amerikanischer Bürgerkrieg                                  |                        |
| ヘブライ語              | מלחמת האזרחים האמריקנית                                                     |                        |
| ヒンディー語            | अमरीकी गृहयुद्ध                                                                  |                        |
| ハンガリー後            | Amerikai polgárháború                                                       |                        |
| アイスランド語          | Þrælastríðið                                                                |                        |
| インターリングア        | Guerra Civil American                                                       |                        |
| イタリア語              | guerra di secessione americana guerra civile americana                      |                        |
| 日本語                  | 南北戦争 (なんぼくせんそう)                                                 |                        |
| 朝鮮語                  | 남북 전쟁 or 남북전쟁                                                       |                        |
| ラトビア語              | Amerikas pilsoņu karš                                                       |                        |
| ノルウェー語            | Amerikanske borgerkrigen                                                    |                        |
| ポーランド後            | Wojna secesyjna                                                             |                        |
| ポルトガル語            | Guerra Civil Americana Guerra da Secessão                                   |                        |
| ルーマニア語            | Războiul Civil American                                                     |                        |
| ロシア語                | Гражданская война в США                                                     |                        |
| スロバキア語            | Americká občianska vojna vojna Severu proti Juhu                            |                        |
| スロベニア語            | Ameriška državljanska vojna                                                 |                        |
| スペイン語              | Guerra Civil Estadounidense Guerra de Secesión                              |                        |
| スウェーデン語          | Amerikanska inbördeskriget                                                  |                        |
| トルコ語                | Amerikan İç Savaşı                                                          |                        |
| ベトナム語              | Nội chiến Hoa Kỳ （内戰花旗）                                               |                        |
| ウェールズ語            | Rhyfel Cartref America                                                      |                        |

中国語や日本語、および朝鮮語では北部と南部の間の戦争という意味の言葉（南北戦争）が広く使われている。日本語では、1867年にアメリカ留学中だった新島襄が書簡に用いているほか、岩倉使節団の『特命全権大使米欧回覧実記』（1873年、「南北の戦」「市民戦争」の名称もある）や『福翁自伝』（1897年頃）に「南北戦争」の名称が登場しており、軍事史学者の友清雄士は日本史や中国史における南北朝時代の表現が下地になったと想定している。
スペイン語、フランス語、イタリア語、ドイツ語、ポーランド語およびポルトガル語では脱退の（アメリカ）戦争が普通に使われている。